# Asticta lusoria
Asticta lusoria är en fjärilsart som beskrevs av Jacob Hübner. Asticta lusoria ingår i släktet Asticta och familjen nattflyn. Inga underarter finns listade i Catalogue of Life.